# René Schickele

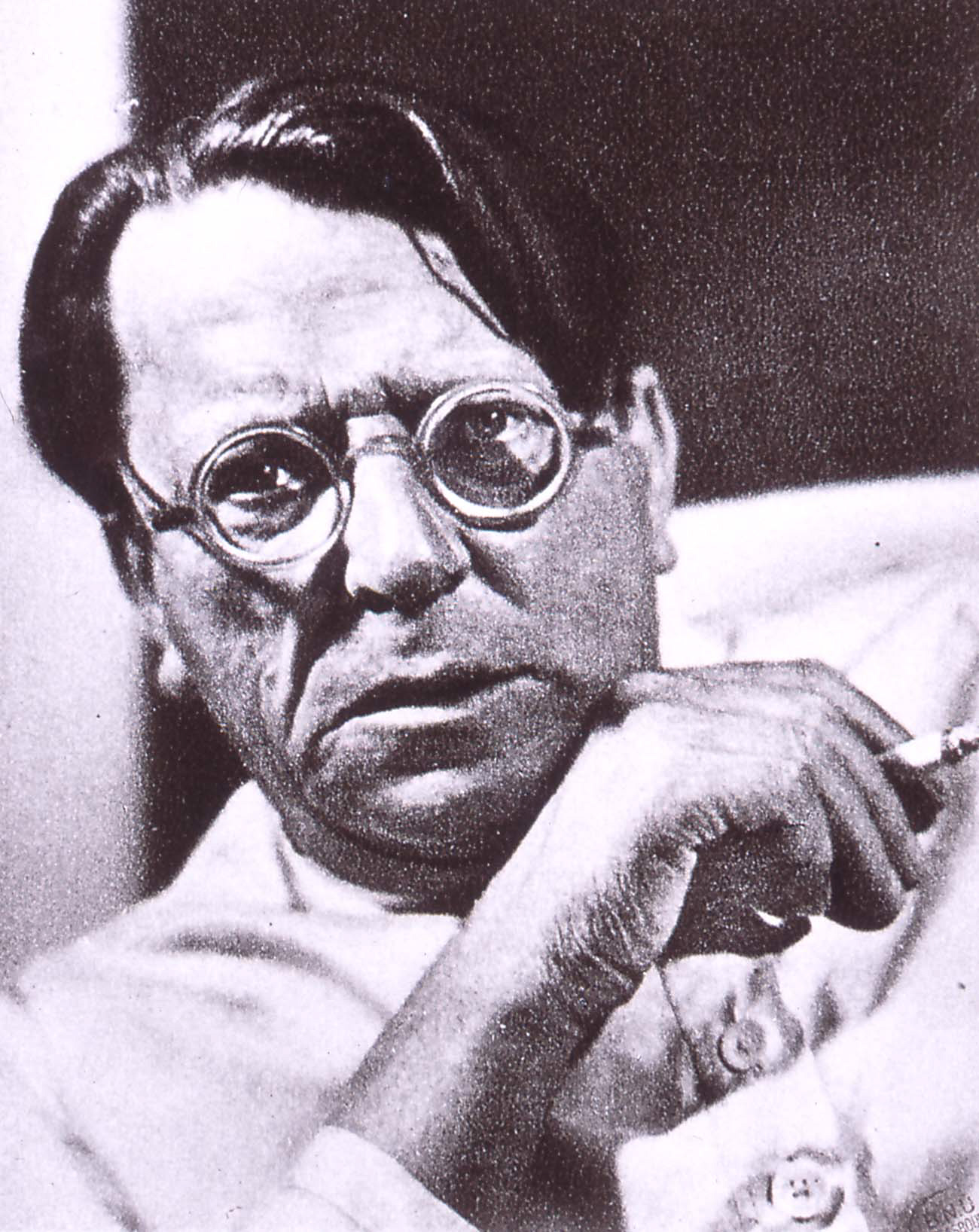
René Schickele

René Schickele (Obernai, Bajo Rin, 1883 - Vence, Alpes Marítimos, 1940), escritor alsaciano en lengua alemana. Era hijo de un policía y propietario vinícola alemán y de una francesa. Estudió historia y literatura en Estrasburgo, Zúrich, París y Berlín y fue amigo de Otto Flake y Ernst Stadler.
Fue un poeta de una gran riqueza verbal con  influencias de Maurice Maeterlinck. Además fue traductor de Gustave Flaubert al alemán. De 1915 a 1919 editó la revista expresionista Weisse Blätter (Papeles blancos) en Zúrich. Cuando acabó la Primera Guerra Mundial, y Alsacia pasó a manos francesas, prefirió quedarse en Badenweiler (Alemania). Sin embargo, cuando se proclamó el Tercer Reich, huyó hacia Francia, de donde tomó la nacionalidad poco antes de morir. 
En 1968 se fundó en su honor el Círculo René Schickele, grupo de defensa de las tradiciones y la lengua alsaciana.

## Obras
- Der Fremde (1909).
- Hans im Schnakenloch (1916)
- Das Erbe am Rhein (1925-31)
- Maria Capponi (1925)
- Blick auf die Vogesen (1927)
- Der Wolf in der Hürde (1931)
- Heimkehr (publicada en francés com Le retour, 1938)